# 加泰羅尼亞獨立宣言
加泰羅尼亞獨立宣言是加泰羅尼亞於2017年10月發布的宣布獨立的公文。2017年10月10日，加泰羅尼亞政府主席卡莱斯·普伊格德蒙特在獨立宣言上簽字，但隨即宣布暫緩獨立進程。至10月27日，加泰羅尼亞議會大比數通過獨立宣言。但在10月31日，西班牙憲法法院宣判其獨立宣言「無效」。

## 另見
- 2008年科索沃宣佈獨立事件
- 2017–18年西班牙憲政危機
- 加泰隆尼亞大罷工
- 加泰隆尼亞獨立運動
- 2017年加泰隆尼亞獨立公投
- 加泰羅尼亞民族主義
- 加泰罗尼亚历史

## 外部連結
- Declaració d'Independència de Catalunya (In Catalan)（页面存档备份，存于）
- Declaration of Independence of Catalonia (In English)（页面存档备份，存于）